# Franciszek Antoni Kwilecki
Franciszek Antoni Kwilecki herbu Szreniawa (ur. 15 października 1725 w Kwilczu – zm. 3 lutego 1794 w Druczlałkach k. Wystruci w ówczesnym Królestwie Prus) – kasztelan kaliski w latach 1790-1794, konfederat barski, poseł nadzwyczajny 
Rzeczypospolitej w Berlinie, starosta wschowski w latach 1758-1788.

## Życiorys
Poseł na sejm nadzwyczajny 1761 roku z województwa poznańskiego. W 1764 roku posłował na sejm koronacyjny z województwa poznańskiego.  W 1766 był marszałkiem Trybunału Głównego Koronnego w Piotrkowie. Jesienią 1768 przystąpił do konfederacji barskiej. 25 stycznia 1769 został przez Rosjan aresztowany. Zwolniony na prośbę króla Stanisława Augusta Poniatowskiego, mianowany w grudniu 1771 posłem w Prusach. W ciągu swojej pięcioletniej misji, wyłożył na utrzymanie poselstwa 10 000 czerwonych złotych. Był członkiem Komisji Dobrego Porządku w 1783 roku. Poseł na sejm 1786 roku. W 1788 posłował na Sejm Czteroletni, który 6 października otworzył w zastępstwie nieobecnego Stanisława Kostki Gadomskiego, marszałka poprzedniego sejmu. Podpisał konstytucję 3 maja.
Odznaczony Orderem Orła Białego (1789) i Orderem Świętego Stanisława. W 1776 roku odznaczony Orderem św. Anny.